# Coup de foudre à Hollywood
Pour plus de détails, voir Fiche technique et Distribution.
Coup de foudre à Hollywood (titre télévisé) ou Tendre imposture (titre DVD) ou Coup de foudre au Québec  (Just Write) est une comédie romantique américaine réalisée par Andrew Gallerani et sortie en 1997.

## Fiche technique
- Titre original : Just Write
- Titre français : Coup de foudre à Hollywood (titre TV)[1],[2] ou Tendre imposture (titre DVD)[3]
- Titre québécois : Coup de foudre[4]
- Réalisation : Andrew Gallerani
- Scénario : Stan Williamson
- Musique : Leland Bond
- Photographie : Michael A. Brown
- Montage : Laura M. Grody
- Décors :
- Costumes : Elise Boyle, Arlene Toback et Barbara Inglehart
- Production : Heath McLaughlin
  - Coproducteur : Harry Knapp
  - Producteur codélégué : Dennis Fahey et Randy Moles
  - Producteur associé : Bettina Tendler O'Mara et Stan Williamson
- Société de production : Curb Entertainment
- Société de distribution : BMG Independents
- Pays de production :  États-Unis
- Langue originale : anglais
- Format : couleur — 2,35:1
- Genre : Comédie romantique
- Durée : 102 minutes
- Dates de sortie :
  - États-Unis : 
    - mars 1997 (Santa Barbara)
    - 25 septembre 1998 (en salles)

## Distribution
- Sherilyn Fenn : Amanda Clark
- Jeremy Piven : Harold McMurphy
- JoBeth Williams : Sidney Williams
- Wallace Shawn : Arthur Blake
- Alex Rocco : le père d'Harold
- Jeffrey D. Sams : Danny
- Costas Mandylor : Rich Adams
- Yeardley Smith : Lulu
- Holland Taylor : Emma Jeffreys
- Anita Barone : Carrie
- Bellina Logan : Tory
- Nancy McKeon : la mariée
- Ed McMahon : Luncheon Chairman
- Kristin Dattilo : une touriste
- Fred Olen Ray : l'homme du couple à Mandalay
- Dorian Gregory : le valet
- John Fleck : l'ex agent du CCI
- Lou Cutell : l'invité au Luncheon
- Barbara Perry : Mildred
- Josh Keaton : l'adolescent au Trolley
- Mary-Pat Green : la mère de l'adolescent
- Jay Leno : lui-même